# 茨城テレメッセージ
茨城テレメッセージ（いばらきテレメッセージ）は、かつて1980年代後半から1990年代にかけて茨城をサービスエリアとしてポケットベルなどの事業を行っていた企業。

## 概要
当時はテレメの通称で知られ、1990年代中盤の爆発的なポケベル人気の中でNTTドコモと並んで加入者を急増させたが、その後ポケベル人気の中核をなしていた高校生から20代前半の若者らが携帯電話やPHSに急速に移行したことから基地局などの通信設備が過剰となり、その減価償却などに苦しむこととなった。

## 沿革
- 代表取締役社長　大和田　一
- 1989年
  - 4月 - 設立[1]
  - 10月3日 - 第一種電気通信事業許可[1][2]
- 1990年2月28日 - 開業[1]
- 2000年
  - 3月31日 - 解散を臨時株主総会で決議[3]
  - 7月31日 - 郵政省がこの日付での事業廃止を許可、解散[3]

## 通信端末
詳細はテレメッセージ内の通信端末を参照のこと。